# М56 (міна)
М56 (Anti-tank mine M56) — протитанкова протигусенична міна натискної дії.
Розроблена в США. Міна була прийнята на озброєння у 1973 році. Застосовувалась на завершальному етапі В'єтнамської війни. Міна встановлюється лише на поверхню за допомогою системи дистанційного мінування. Вибух відбувається при наїзді гусеницею танка або колесом автомобіля на верхню кришку міни.
Міна є плоскою металевою коробкою. Усередині корпусу міститься заряд вибухівки, зверху встановлюється підривач.